# وینی پو (فیلم ۲۰۱۱)
وینی پو (به انگلیسی:Winnie the Pooh) انیمیشن کمدی و موزیکال، محصول سال ۲۰۱۱ کمپانی والت دیزنی انیمیشن استودیوز می‌باشد که بر اساس شخصیتی با همین نام از داستان‌ها ساخته شده‌است.
این فیلم در ۱۵ آوریل ۲۰۱۱ در بریتانیا و ۱۵ ژوئیه ۲۰۱۱ در آمریکا منتشر شد. مراحل ساخت وینی د پو از سال ۲۰۰۹ شروع شده و فیلم شامل ۶ آهنگ مختلف می‌باشد.

## داستان فیلم
فیلم بر اساس کتابی با همین نام نوشته شده‌است. داستان از این قرار است که پو روزی از خواب بیدار می‌شود و متوجه می‌شود که عسلش رو به اتمام است. در حالی که در حین جستجو برای یافتن عسل بیشتر بود، متوجه می‌شود اییور (الاغ داستان) دمش را گم کرده! تایگر (ببر)، ربیت (خرگوش)، پیگلت (خوک)، اول (جغد)، کانگا و رو به دنبال راهی برای نجات وی هستند. کریستوفر رابین نیز مسابقه‌ای برای کسی که بتواند بهترین روش را برای جایگزین دم اییور بیابد اجرا می‌کند و جایزه مسابقه، ظرفی بزرگ از عسل است.
روز بعد پو برای دیدن کریستوفر به پیش او میرود اما به جای کریستوفر یادداشتی را پیدا می‌کند. از آنجا که پو خواندن بلد نبود، یادداشت را به جغد می‌دهد و سواد کم جغد در خواندن منجر به بروز یک سوء تفاهم شده که کریستوفر توسط یک غول ظالم ربوده شده. غولی که به «بکسان» مشهور است و ...

## صداگذاران
- جیم کامینگز (وینی پو)
- تراویس اوتس (پیگلت)
- تام کنی (ربیت)
- کرگ فرگوسن (اول)
- باد لاکی (اییور)
- جک بوتلر (کریستوفر رابین)
- کریستن اندرسن لوپز (کانگا)
- ویات هال (رو)
- جان کلیز (روایت‌کننده داستان)[۲]